# Krotos
Krotos (altgriechisch Κρότος Krótos) oder Kroton (Κρότων Krótōn) ist ein Satyr der griechischen Mythologie. In der Vasenmalerei erscheint er im dionysischen Thiasos.

## Mythos

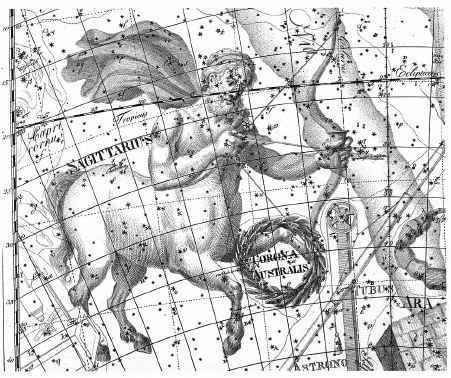
Der Schütze mit Pfeil und Bogen in der Hand

Krotos ist der Sohn des Pan mit der Eupheme und enger Freund der Musen, seit diese von seiner Mutter zusammen mit ihm aufgezogen worden waren. Nach Sositheos heißt seine Mutter Euschemo und Krotos gibt den Takt zu den Gesängen der Musen an.
Er war ein sehr gewandter Bogenschütze und Jäger, gilt als Erfinder des Jagdbogens, und erlangte ein hohes Ansehen durch seinen Fleiß, seinen Eifer und seine Schnelligkeit im Wald. Zum Lohn dafür erbaten die Musen von Zeus, dass dieser ihn in einem Sternbild verewige, was dann auch gewährt wurde. Krotos wurde am Himmel als Sternbild Sagittarius, Schütze, platziert. Zeus wollte dabei all dessen Fähigkeiten in einer einzigen Konstellation zeigen. So gab er ihm wegen seiner Schnelligkeit die Flanken eines Pferdes, einen Pfeil als Ausdruck seines Scharfsinns sowie den Schwanz eines Satyr, da die Musen ihm ebenso viel Spaß abgewannen wie Dionysos seinen Satyrn. Vor seinen Füßen hat er einen Kranz aus Sternen, den er gleichsam beim Spielen von sich geworfen hatte.